# Хелмут фон Молтке
Вижте пояснителната страница за други личности с името Молтке.
Хелмут Йоханес Лудвиг фон Молтке (на немски: Helmuth Johannes Ludwig von Moltke) е германски военачалник, началник на Генералния щаб от 1906 г. Той е един от командващите германските войски през Първата световна война, но след като губи първата си битка при Марна (през 1914 г.), е отстранен от длъжността си. Племенник е на Хелмут фон Молтке Старши.
След смъртта си става обект на противоречия, поради спорове относно ролята му във влизането на Германия във войната и неуспеха да се следва плана Шлифен.

## Биография
Молтке е роден в Герсдорф, Мекленбург-Шверин, и е кръстен на чичо си, Хелмут фон Молтке Старши – герой на Обединението на Германия. През Френско-пруската война Молтке служи в редиците на 7-и гренадирски полк. В периода 1875 – 1878 г. учи във Военната академия, а през 1880 г. се присъединява към Генералния щаб.
Молтке се издига бързо в германската армия, ставайки адютант през 1882 г., докато по това време чичо му е началник-щаб. Личната благосклонност на императорите Вилхелм I и Вилхелм II в комбинация с името на чичо си го издигат до постове, за които не е напълно квалифициран. През 1903 г. Молтке става интендант, а през 1903 г. е назначен за наследник на Алфред фон Шлифен като началник на Генералния щаб. Така той наследява плана му за потенциална война на два фронта, предвиждащ само леки германски сили срещу Русия на изток, докато междувременно Франция се победи бързо и решително с останалите сили на запад чрез бързо преминаване през Белгия и завземане на Париж. Южното крило на западния фронт следва да стои в отбрана, тъй като Елзас и Лотарингия са тежко укрепени.
Основното му задължение като началник-щаб е да преразгледа плана Шлифен и да се увери, че той съответства на съвременните условия. Задачата, обаче, се оказва трудна и когато Първата световна война избухва през август 1914 г., Молтке не успява да отговори на изискванията му. Той позволява на няколко командира от южното крило на западния фронт да нападнат Франция, вместо да останат в отбрана. Освен това той подсилва нападението на тези дивизии със сили от северното крило и изпраща още няколко дивизии на източния фронт, където да спрат руското настъпление в Източна Прусия. Германското върховно командване губи връзка с атакуващите армии в северното крило, а движението на формированията в това крило губят координация. Тези и други фактори водят не само до провал да се обградят френските войски в южната част на фронта, но и до последващо обкръжаване от френска и британска страна, което възпира цялата германска офанзива в битката при Марна през септември 1914 г. Междувременно, Молтке все повече се отчайва, докато накрая напълно отказва да поема отговорността. На 14 септември 1914 г. император Вилхелм II заменя Молтке като началник-щаб с Ерих фон Фалкенхайн. Възможността за бърза победа на запад се изплъзва от немските ръце, а след няколко месеца западният фронт се превръща в кървава и бавна окопна война, нестихваща през следващите почти три години.
След войната, Молтке е назначен да организира и пренасочва резервите. По това време той вече е в лошо здравословно състояние – претърпял е инсулт малко преди избухването на войната, което от своя страна засяга решителността му, когато е под стрес. Молтке умира на 18 юни 1916 г. в Берлин.